# Saint-Michel-de-Maurienne
Saint-Michel-de-Maurienne település Franciaországban, Savoie megyében. Lakosainak száma 2432 fő (2022. január 1.). Saint-Michel-de-Maurienne Orelle, Saint-Martin-d’Arc, Les Belleville, Saint-Martin-de-la-Porte és Valmeinier községekkel határos.

## Népesség
A település népessége az elmúlt években az alábbi módon változott:
| Lakosok száma | 2486 | 2472 | 2715 | 2461 | 2466 | 2467 | 2474 | 2469 | 2432 |
|               | 2013 | 2015 | 2016 | 2017 | 2018 | 2019 | 2020 | 2021 | 2022 |